# إيفان جنكينز
إيفان جنكينز (بالإنجليزية: Evan Jenkins) هو محامي وشخصية أعمال ومدرب ‏ وسياسي أمريكي، ولد في 12 سبتمبر 1960 في هنغتينغتون في الولايات المتحدة. حزبياً، نشط في الحزب الجمهوري والحزب الديمقراطي.

## مناصب
- في انتخابات مجلس النواب الأمريكي 2014 [الإنجليزية]‏، انتخب عضو مجلس النواب الأمريكي عن دائرة West Virginia's 3rd congressional district [الإنجليزية]‏ وقد انضم خلال فترته النيابية [الإنجليزية]‏ (6 يناير 2015 – 3 يناير 2017)  للكتلة البرلمانية الحزب الجمهوري.
- في انتخابات مجلس النواب الأمريكي 2016، انتخب عضو مجلس النواب الأمريكي عن دائرة West Virginia's 3rd congressional district [الإنجليزية]‏ وقد انضم خلال فترته النيابية [الإنجليزية]‏ (3 يناير 2017 – 30 سبتمبر 2018)  للكتلة البرلمانية الحزب الجمهوري.
- انتخب عضو مجلس مندوبي فرجينيا الغربية ‏ (1994 – 1998).
- انتخب عضو مجلس ولاية فيرجينيا الغربية (2002 – 2014).
- انتخب عضو مجلس النواب الأمريكي.

## وصلات خارجية
- الموقع الرسمي